# ووكر غيليت
ووكر غيليت (بالإنجليزية: Walker Gillette)‏ هو لاعب كرة قدم أمريكية أمريكي، ولد في 16 مارس 1947 في نورفولك في الولايات المتحدة.

## وصلات خارجية
- ووكر غيليت على موقع مرجع كرة القدم المحترفة.كوم (الإنجليزية)